# Шак, Райан
Райан Кристофер Шак (англ. Ryan Christopher Shuck, родился 11 апреля 1973 в городе Тафт, Калифорния) больше известный как Райан Шак — бывший гитарист группы Orgy, играющей в жанре синт-рок. Также Райан участвует в стороннем проекте Dead By Sunrise вместе с Амиром Дераком из Orgy. В настоящее время занимается группой Julien-K, как основным музыкальным проектом. В 2019—2024 годах являлся вокалистом Adema. Ранее Райан Шак играл в группе Sexart с вокалистом Korn Джонатаном Дэвисом и лидером Videodrone Ти Эламом.

## Orgy
Группа Orgy была сформирована, когда друг Райана Джей Гордон решил, что им нужно создать группу. Затем они пригласили Амира Дерака, и Orgy была создана. Немного позже к группе присоединились Бобби Хьюитт и Пейдж Хейли. Шак стал гитаристом группы.

## Текущие проекты
Райан и его коллега по группе Амир Дерак сформировали сайд-проект Julien-K. В настоящее время они выпустили альбом Death to Analog. Julien-K уже создали несколько треков для видеоигр: "This Machine" для Sonic Heroes и "Waking Up" для Shadow the Hedgehog. Помимо собственной сольной карьеры Райан также помогал Честеру Бенингтону с его сольным проектом Dead By Sunrise в работе над  альбомом Out Of Ashes, который вышел 13 октября 2009. 23 января 2012 года в свет вышел новый альбом Julien-K - We’re Here with You.
В 2015 году у Julien-K вышла первая часть альбома California Noir, летом 2016 ожидается выход второй части.
22 июля 2016 года в США вышел фильм Beta Test, саундтреки к которому были написаны Julien-K.